# Seukeumbrok
Seukeumbrok is een bestuurslaag in het regentschap Pidie van de provincie Atjeh, Indonesië. Seukeumbrok telt 759 inwoners (volkstelling 2010).